# Ievgueni Maskinskov
Ievgueni Maskinskov   (Aleksandrovka, 19 de desembre de 1930 - Saransk, 25 de gener de 1985) fou un atleta rus, especialista en marxa atlètica, que va competir sota bandera de la Unió Soviètica durant la dècada de 1950.
El 1956 va prendre part en els Jocs Olímpics d'Estiu de Melbourne, on guanyà la medalla de plata en els 50 quilòmetres marxa del programa d'atletisme.
En el seu palmarès també destaca una medalla d'or en els 50 quilòmetres marxa del Campionat d'Europa d'atletisme de 1958 i una de bronze al Festival Mundial de la Joventut i els Estudiants de 1955. A nivell nacional guanyà el campionat de la URSS dels 50 km marxa de 1958.
Un cop retirat exercí d'entrenador a Saransk.